# Änglagård
Änglagård est un groupe de rock progressif suédois. Formé dans le courant des années 1990, et influencé par Genesis et King Crimson, le groupe propose, selon Aymeric Leroy, une musique tour à tour « contemplative et bucolique » puis « énergique et violente » s'inscrivant dans le style des productions des années 1970 — qui marquent l'apogée du genre — avec flûte, mellotron et orgue Hammond. Reformé sans le guitariste Tord Lindman, Änglagård sort son dernier album en juillet 2012.

## Biographie
Le groupe est formé en 1991, alors que Thomas Johnson et Jonas Engdegård répondent à une annonce de Tord Lindman et Johan Högberg qui cherchaient des musiciens intéressés par la musique progressive des années 1970. Mattias Olsson rejoint la formation en septembre puis Anna Holmgren l'année suivante, remplaçant le joueur de flûte précédent. Le groupe enchaîne les concerts à Stockholm, et dans toute la Suède, et est bien accueilli par le public.
Fort de cet engouement, Änglagård enregistre, quatre mois durant, son premier album, intitulé Hybris. Séduit par ce disque, Greg Walker,  responsable du label américain Sym-Phonic, invite le groupe à se produire sur la scène du festival Progfest, à Los Angeles : à nouveau, le groupe rencontre un franc succès (7 000 exemplaires du CD s'écoulent en quelques mois) qui lui permet de participer à l'édition suivante. Le second album du groupe, Epilog, est enregistré durant l'été 1994, puis le groupe cesse toute activité après le Progfest 1994, concert qui fournira la matière de l'album live Buried Alive) publié en 1996.
En 2002 et en 2003, le groupe redonne plusieurs concerts, notamment à l'occasion du festival NEARfest aux États-Unis, mais sans Tord Lindman. La formation participe à nouveau au festival en 2012 et sort un album studio en juillet, Viljans Öga (6e des chartssuédois). En octobre, Tord Lindman réintègre officiellement la formation, qui perd en revanche deux de ses membres fondateurs.
Änglagård, marquant un retour aux fondamentaux du rock progressif — ce que ne manquent pas d'apprécier les amateurs du genre, après le reniement opéré durant les années 1980 — aura fortement inspiré plusieurs groupes suédois, notamment Sinkadus et Wobbler, ou dans une moindre mesure Anekdoten et Landberk.

## Membres

### Membres actuels
- Anna Holmgren - flûte, saxophone
- Johan Högberg - basse
- Tord Lindman - guitare, chant
- Linus Kåse - claviers, saxophone
- Erik Hammarström - batterie

### Anciens membres
- Jonas Engdegård - guitares
- Thomas Johnson - piano, mellotron, autres claviers
- Mattias Olsson - batterie, percussions
- David Lundberg (en concert [2012] - du groupe Gosta Berlings Saga)

## Discographie

### Albums studio
- 1992 : Hybris
- 1994 : Epilog
- 1996 : Buried Alive (album live)
- 2012 : Viljans Öga